# Terrorisme en 1969

## Événements

### Février
- 18 février, Suisse : à l'aéroport de Zurich-Kloten, quatre terroristes palestiniens tirent sur un appareil de la compagnie israélienne El-Al, tuant le pilote. Un des terroristes est abattu par le service de sécurité après des échanges de tir. En novembre 1969, les trois autres sont condamnés à douze ans de réclusion par le tribunal correctionnel de Winterthour. Le 9 septembre 1970, afin de libérer ces prisonniers, le FPLP détourne un avion de la Swissair. (Dawson Field)[1]

### Décembre
- 12 décembre, Italie : l'attentat de la piazza Fontana à Milan fait seize morts et quatre-vingt-huit blessés. Dans un premier temps attribué à l'extrême gauche, l'attentat est finalement relié à l'extrême-droite néofasciste[2].